# Villa Carl Knorr

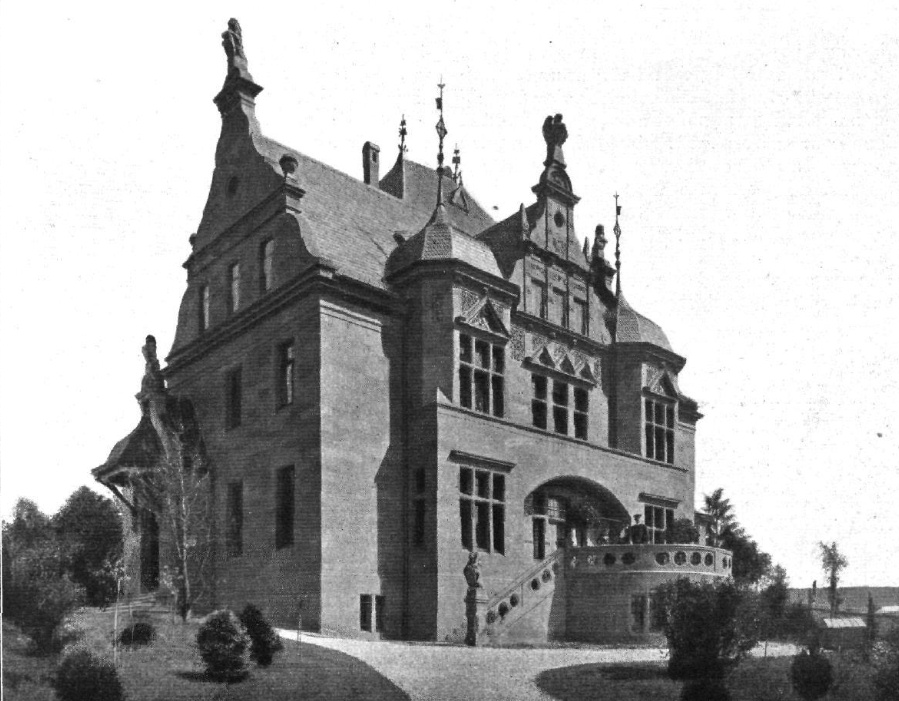
Ansicht der Villa Knorr, 1901

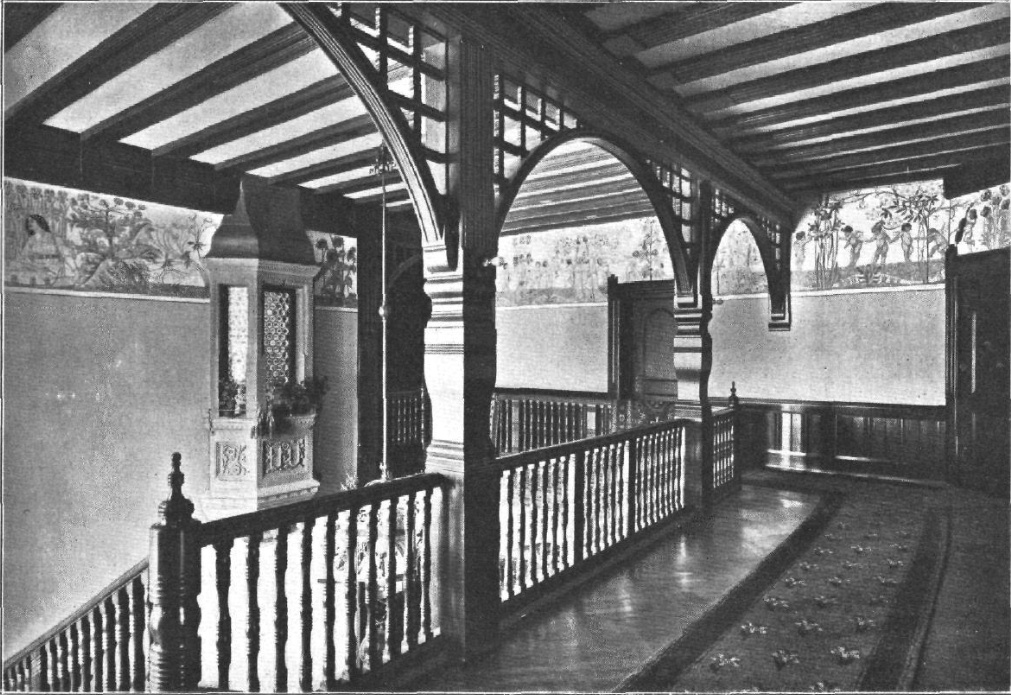
Die ehemalige Diele, 1901

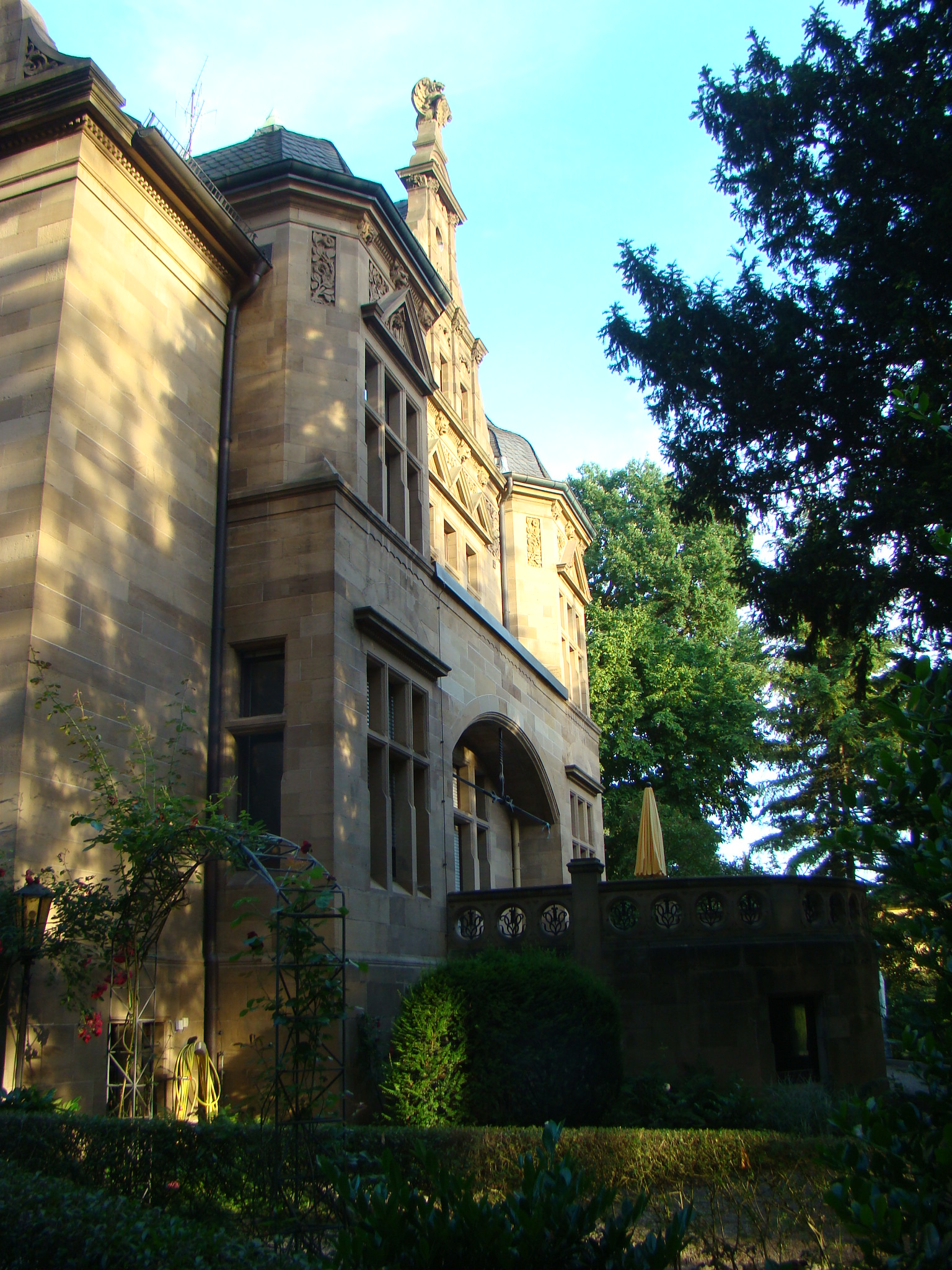
Foto von 2015

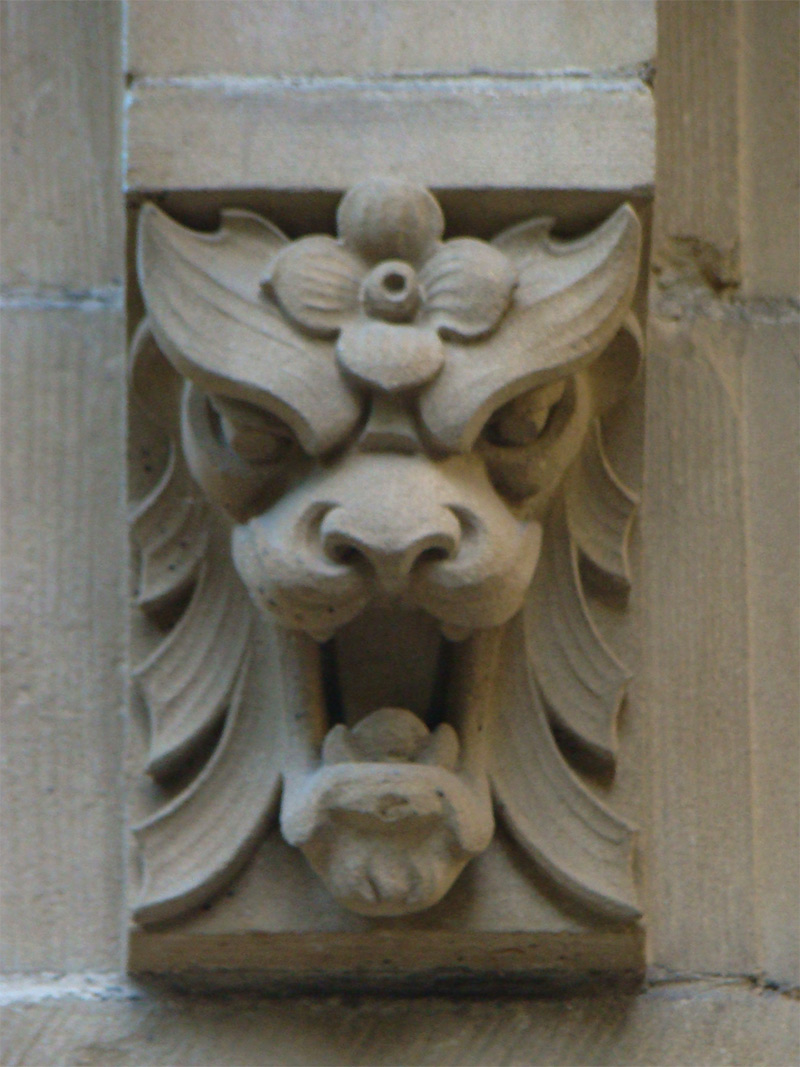
Bauschmuck am Portal

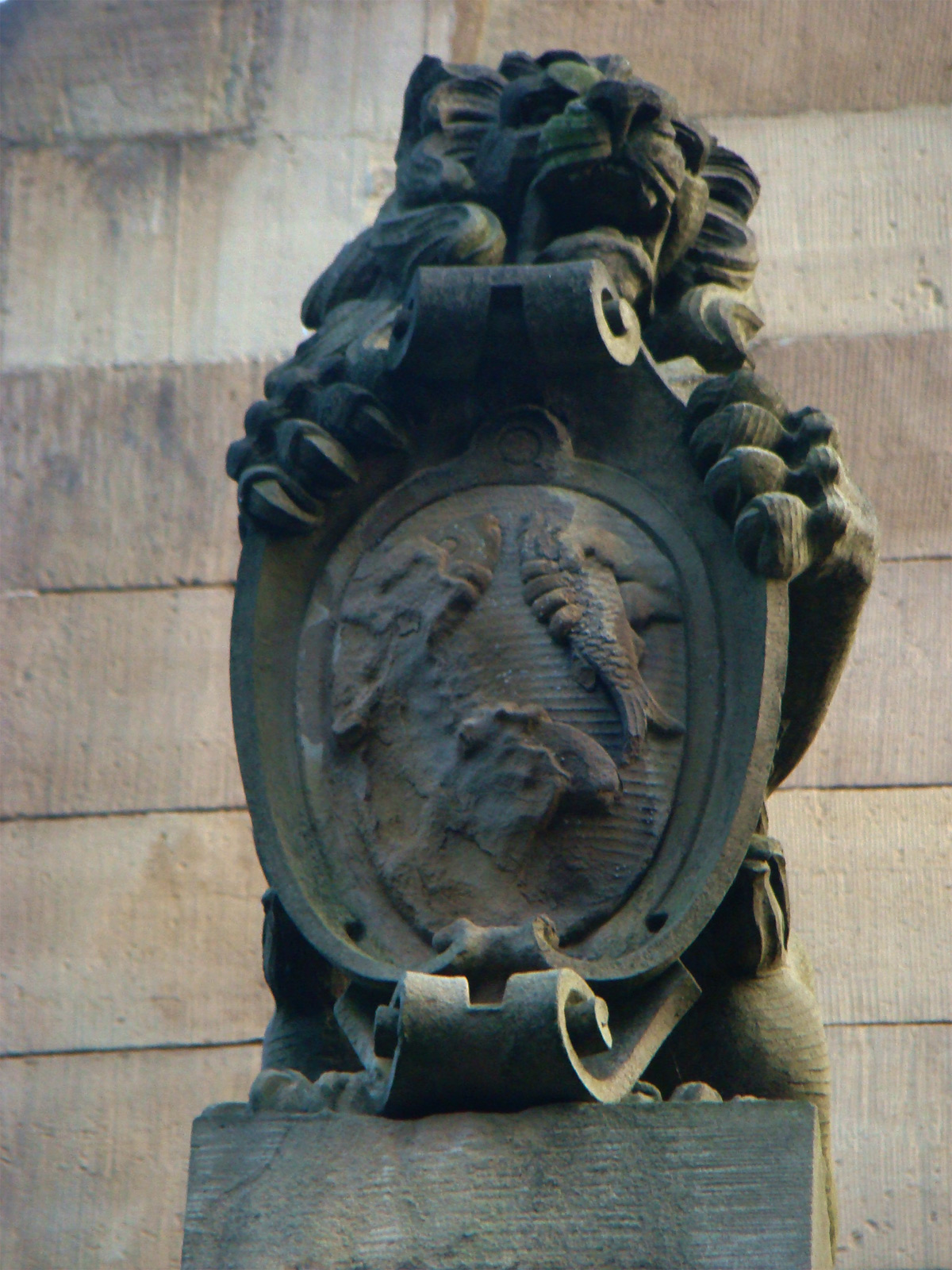
Bauschmuck über dem Portal

Die Villa Knorr, früher auch Villa Lerchenburg genannt, steht an der Gutenbergstraße 51 in Heilbronn und wurde 1897 für den Fabrikanten Carl Heinrich Eduard Knorr erbaut. Das erhöht stehende, schlossartige Gebäude ist ein Beispiel für den Villenbau des späten Historismus.

## Geschichte
Carl Heinrich Eduard Knorr, Leiter des Nahrungsmittelunternehmens Knorr, erwarb ein großes Hanggrundstück in Heilbronn-Ost auf dem sog. Lerchenberg. In der Zeit von Herbst 1897 bis Frühjahr 1900 ließ er nach Entwürfen der Berliner Architekten Johannes Vollmer und Heinrich Jassoy, die zu der Zeit das alte Rathaus in Heilbronn restaurierten, eine herrschaftliche Villa erbauen. Die Baukosten betrugen 200.000 Mark. Die Malereien im Inneren der Villa wurden von den Charlottenburger Dekorationsmalern Paul Gathemann und Marno Kellner ausgeführt. In der Nähe der Villa befand sich auf Knorr’schem Grund ein Weinberg und ein Obstgarten mit Gartenhaus.
1905 empfing die Familie Knorr in ihrem Haus Prinz Rangsit von Chainad, Sohn von König Chulalongkorn von Thailand. Nach dem Tod von Carl Heinrich Eduard Knorr im Jahr 1921 bewohnte seine zweite Frau Antonie Clementine Knorr das Gebäude. Nach ihrem Tod im Jahr 1947 kam die Villa in den Besitz von Alexander Knorr, der in der benachbarten Gutenbergstraße 39 lebte. In die Villa Carl Knorr zogen der Arbeitgeberverband für Heilbronn und Umgebung und die Heilbronner Bezirksgruppe des Verbands Württemberg-Badischer Metall-Industrieller ein. Außerdem bewohnten Direktor Hanns Renken, der Spediteur Alfred Rahmer und andere darin Wohnungen 1961 hatte Direktor Renken die Villa erworben. Neben den Büros der beiden Wirtschaftsverbände war nur noch eine Wohnung vermietet. Später wurde die Villa von einem Immobilienunternehmen erworben, das die historistische Innenausstattung entfernen und durch eine moderne Büroeinrichtung ersetzen ließ. Seit Mitte der 1970er Jahre wird das Gebäude als Privatklinik genutzt.

## Beschreibung
Die erhöht stehende Villa ist bewusst auf Sichtwirkung zur Stadt hin erbaut. Aus dem oberen Geschoss ist auch das Knorrwerk in Heilbronn-Süd zu sehen. Im Kunsthistorischen Gebäudeinventar des Stadtarchivs Heilbronn ist die Villa wie folgt beschrieben: 

„Das zweigeschossige Wohnhaus, in einem großen Baumgarten gelegen, hat nach allen Seiten Fassaden aus Sandstein mit einer Ornamentik in Renaissance-Manier. Das breite, profilierte Dachgesims tragen Konsolen, die z. T. als Raubtierköpfe ausgestaltet sind. Die Giebel nach Süden, Westen und Norden haben einen geschwungenen Umriss und sind mit Voluten sowie Obelisken und Kugeln verziert und werden jeweils von einem Tier mit Wappenschild gekrönt (u. a. Löwe und Adler). An dem Giebel nach Westen befinden sich im ersten Stock über den Fenstern Reliefplatten mit reicher Blattornamentik und Rankenzier. An die Westseite schließt im Erdgeschoss eine große halbrunde Terrasse mit Balusterbrüstung an, an die Südseite eine verglaste Veranda.“

Das in Holzbauweise errichtete historistische Gartenhaus, östlich hinter der Villa gelegen, ist erhalten, gehört jedoch inzwischen zu einem Nachbargrundstück. Das in nordöstlicher Richtung benachbarte Gebäude Gutenbergstraße 39/1 war die ursprünglich zur Villa gehörige Autogarage, die später zu einem stattlichen Einfamilienhaus ausgebaut wurde. In diesem Haus lebte Carl Heinrich Eduard Knorrs Sohn Alexander Knorr, der, wie schon vor ihm sein Vater, das Nahrungsmittelunternehmen mehrere Jahrzehnte geleitet hatte, bis zu seinem Tod im Jahr 1978.